# Bibliographie sur les Bamiléké
 (mai 2021).
La mise en forme du texte ne suit pas les recommandations de Wikipédia : il faut le « wikifier ».
Les points d'amélioration suivants sont les cas les plus fréquents. Le détail des points à revoir est peut-être précisé sur la page de discussion.
- Les titres sont pré-formatés par le logiciel. Ils ne sont ni en capitales, ni en gras.
- Le texte ne doit pas être écrit en capitales (les noms de famille non plus), ni en gras, ni en italique, ni en « petit »…
- Le gras n'est utilisé que pour surligner le titre de l'article dans l'introduction, une seule fois.
- L'italique est rarement utilisé : mots en langue étrangère, titres d'œuvres, noms de bateaux, etc.
- Les citations ne sont pas en italique mais en corps de texte normal. Elles sont entourées par des guillemets français : « et ».
- Les listes à puces sont à éviter, des paragraphes rédigés étant largement préférés. Les tableaux sont à réserver à la présentation de données structurées (résultats, etc.).
- Les appels de note de bas de page (petits chiffres en exposant, introduits par l'outil «  Source ») sont à placer entre la fin de phrase et le point final[comme ça].
- Les liens internes (vers d'autres articles de Wikipédia) sont à choisir avec parcimonie. Créez des liens vers des articles approfondissant le sujet. Les termes génériques sans rapport avec le sujet sont à éviter, ainsi que les répétitions de liens vers un même terme.
- Les liens externes sont à placer uniquement dans une section « Liens externes », à la fin de l'article. Ces liens sont à choisir avec parcimonie suivant les règles définies. Si un lien sert de source à l'article, son insertion dans le texte est à faire par les notes de bas de page.
- La présentation des références doit suivre les conventions bibliographiques. Il est recommandé d'utiliser les modèles {{Ouvrage}}, {{Chapitre}}, {{Article}}, {{Lien web}} et/ou {{Bibliographie}}. Le mode d'édition visuel peut mettre en forme automatiquement les références.
- Insérer une infobox (cadre d'informations à droite) n'est pas obligatoire pour parachever la mise en page.

Pour une aide détaillée, merci de consulter Aide:Wikification.
Si vous pensez que ces points ont été résolus, vous pouvez retirer ce bandeau et améliorer la mise en forme d'un autre article.
- Étude Comparative Des Variantes Dialectales De L'unique Langue Bamileke Part I (2016); Par Rodrigue Tchamna[1]
- Bienvenue Chez Les Bamileke : 3 Tomes; Par Tchegho, Jean-Marie
- Les Fo Et Les Royaumes Bamileke A La Croisee Des Chemins : L'alerte Des Ancetres; Par Tchegho, Jean-Marie
- Les Chefferies Bamileke : Des Origines A La Mondialisation; Par Pierre Tchoutezo
- Ethnopsychanalyse En Pays Bamiléké (1991); Charles-Henry Pradelles De Latour
- Manjd Et Le Mungo Central Introduction A Une Etude De L'immigration (Cameroun) Par J. C. Barbier, Sociologue De L'orstom J. Champaud, Géographe De L'orstom Yaounde, 1980
- The Pot-King; The Body And Technologies Of Power; Auteur : Jean-Pierre Warnier
- Why Do We Need The White Man’s God? African Contributions And Responses To The Formation Of A Christian Movement In Cameroon, 1914-1968 Guy Alexander Thomas
- Kamerun ! Une Guerre Cachee Aux Origines De La Françafrique, 1948-1971 (2011); Manuel Domergue, Jacob Tatsitsa, Thomas Deltombe
- Enjeux De L'autochtonie, Publié Par Armando Cutolo
- L'espace Commercial Des Bamileke [Article] (1981); Dans "L'espace Géographique" Année 1981, 10-3 Pp. 198-206; Par : Jacques Champaud
- Contes Et Legendes Bamileke (2009); Jérôme Ledoux Fouotsa; Presses Universitaires D’afrique
- Les Bamiléké De L'ouest-Cameroun; Vaillance Et Dynamisme (2014); Francois Tiani Keou
- Femmes Bamiléké Au Maquis; Cameroun (1955-1971) [2008]; Léonard Sah
- Les Bamiléké Au Cameroun (2013), Ostracisme Et Sous-Développement
- Les Religions Traditionnelles Des Bamiléké (2017); Étienne Saha Tchinda; Préface D'albert Pascal Temgoua
- Conflits, Coutume Et Deuil En Afrique Subsaharienne (2018); Négations, Transactions Sociales Et Compromis Parmi Les Bamiléké De L'ouest Cameroun; Véronique Matemnago Tonle
- La’akam Ou Le Carnet D’initiation Au Savoir-Etre Et Au Savoir-Vivre Bamileke (2015); Par : Léon Kamga
- Le Modele Migratoire Bamileke (Cameroun) Et Sa Crise Actuelle: Perspectives Économique Et Culturelle (1999); Tabapssi F. Timothée